# Grey's Anatomy (1.ª temporada)
A primeira temporada do drama médico americano Grey's Anatomy, começou a ser exibida nos Estados Unidos na American Broadcasting Company (ABC) em 27 de março de 2005, e terminou em 22 de maio de 2005. A primeira temporada apresenta a personagem principal, Meredith Grey, quando ela se matricula no programa de internato do Seattle Grace Hospital e enfrenta inesperados desafios e surpresas. A temporada inicialmente serviu como uma substituição do drama jurídico Boston Legal, que foi ao ar no horário de domingo às 22:00, depois de Desperate Housewives. Embora nenhum episódio de recaptulação tenha sido produzido para esta temporada, os eventos que ocorrem são recapitulados em "Straight to Heart", um clipe que foi ao ar uma semana antes do hiatus segunda temporada. A temporada foi lançada oficialmente em DVD como uma caixa de dois discos da Região 1 sob o título Grey's Anatomy: Season One em 14 de fevereiro de 2006, pela Buena Vista Home Entertainment.
As avaliações e críticas da temporada foram extremamente positivas, e a série recebeu vários prêmios e indicações para o elenco e a equipe, incluindo três indicações no Prêmio Emmy do Primetime de 2005, incluindo Melhor Atriz Coadjuvante em Série Dramática por Oh. A série também recebeu três indicações ao Globo de Ouro, com a própria série sendo indicada para Melhor Série Dramática, Dempsey indicada para Melhor Ator em Série Dramática e Oh, vencedora da categoria Melhor Atriz Coadjuvante, enquanto todo o elenco foi indicado a Melhor Elenco em Série Dramática. Oh também ganhou como Melhor Atriz em Série Dramática no Prêmio Screen Actors Guild de 2006. Chambers e Pompeo foram indicados ao Choice TV Breakout Performances no Teen Choice Awards de 2005. Peter Horton e Jeffrey Melman também foram nomeados para a Melhor Direção – Série Dramática, Night por "A Hard Day's Night" e "Into You Like a Train", respectivamente, na edição de 2005.
Os primeiros cinco episódios da segunda temporada foram concebidos, escritos e gravados para irem ao ar como os cinco episódios finais da primeira temporada, mas foram ao ar entre 2005 e 2006 devido ao grande número de espectadores que assistiram "Who's Zoomin' Who?", O episódio com maior audiência da temporada, com 22,22 milhões de espectadores. A série foi escolhida entre as dez mais para várias listas de "melhores da televisão" de 2005, incluindo o USA Today, o San Jose Mercury News, o New York Times, Boston Globe e o Chicago Tribune.

## Enredo
A personagem protagonista e título da série é a Dra. Meredith Grey (Ellen Pompeo), que é aceita no programa de residência do fictício Seattle Grace Hospital. Ela se junta ao programa como interna e é designada para trabalhar com a residente Dra. Miranda Bailey (Chandra Wilson), juntamente com colegas internos, a extremamente competitiva Dra. Cristina Yang (Sandra Oh), o inseguro Dr. George O'Malley (T.R. Knight), a ex modelo Dra. Izzie Stevens (Katherine Heigl) e o arrogante Dr. Alex Karev (Justin Chambers). A ala cirúrgica é supervisionada principalmente pelo Chefe de Cirurgia Dr. Richard Webber (James Pickens, Jr.). O Dr. Preston Burke (Isaiah Washington) é o chefe da cirurgia cardíaca. Meredith está em um relacionamento romântico com Derek Shepherd (Patrick Dempsey), um estranho com quem ela teve uma noite, e ela é a filha da renomada cirurgiã Ellis Grey (Kate Burton), que agora sofre de Alzheimer.

## Elenco e personagens

Elenco principal da primeira temporada

| - Ellen Pompeo como a Dra. Meredith Grey - Sandra Oh como a Dra. Cristina Yang - Katherine Heigl como a Dra. Izzie Stevens - Justin Chambers como o Dr. Alex Karev - T.R. Knight como o Dr. George O'Malley - Chandra Wilson como a Dra. Miranda Bailey - James Pickens, Jr. como o Dr. Richard Webber - Isaiah Washington como o Dr. Preston Burke - Patrick Dempsey como o Dr. Derek Shepherd | - Kate Burton como Ellis Grey - Skyler Shaye como Katie Bryce - Anjul Nigam como Dr. Raj Sen - Anna Maria Horsford como Elizabeth Fallon - Kate Walsh como a Dra. Addison Shepherd |

## Episódios
O número na coluna "№ na série" refere-se ao número do episódio dentro da série como um todo, enquanto o número na coluna "№ na temporada" refere-se ao número do episódio nesta temporada específica. "Audiência em milhões" refere-se ao número de americanos em milhões que assistiram os episódios ao vivo. Os episódios da primeira temporada tem ao todo 387 minutos de duração.
| N.º na série | N.º na temp. | Título                             | Dirigido por       | Escrito por                             | Exibição original   | Audiência (milhões) |
| --- | ------------ | ---------------------------------- | ------------------ | --------------------------------------- | ------------------- | ------------------- |
| 1 | 1            | "A Hard Day's Night"               | Peter Horton       | Shonda Rhimes                           | 27 de março de 2005 | 16.25               |
| Meredith Grey acorda depois de uma noite para começar seu primeiro turno como interna de cirurgia. O primeiro turno para os novos internos cirúrgicos Meredith Grey (Ellen Pompeo), Cristina Yang (Sandra Oh), Izzie Stevens (Katherine Heigl), George O'Malley (T.R. Knight) e Alex Karev (Justin Chambers) é memorável. Enquanto trabalha, Meredith percebe que o cara de sua noite anterior é o Dr. Derek Shepherd. Derek pede a um interno que resolva o caso de um adolescente que tenha convulsões. Meredith e Christina percebem que ela tem um aneurisma que foi causado por uma queda. À luz dessa percepção, Derek escolhe Meredith para auxiliar em sua cirurgia, mesmo que Meredith tenha dito a Christina que ela podia. |              |                                    |                    |                                         |                     |                     |
| 2 | 2            | "The First Cut Is the Deepest"     | Peter Horton       | Shonda Rhimes                           | 3 de abril de 2005  | 17.71               |
| Meredith procura por colegas de quarto para compartilhar a casa de sua mãe, mas inicialmente não quer ficar com Izzie e George. Derek e Meredith atendem a uma vítima de estupro. Ao olhar para bebês recém-nascidos no hospital, Meredith e George descobrem uma doença com um bebê recém-nascido, mas uma enfermeira tenta rejeitar suas preocupações. Izzie Stevens ajuda uma mulher chinesa cuja filha precisa de cuidados médicos. Derek e Burke discutem sobre o cargo de chefe de cirurgia. |              |                                    |                    |                                         |                     |                     |
| 3 | 3            | "Winning a Battle, Losing the War" | Tony Goldwyn       | Shonda Rhimes                           | 10 de abril de 2005 | 17.99               |
| A competição entre os internos sobre os pacientes ocorre depois que uma corrida de bicicleta anual não autorizada causa muitos ferimentos. Izzie tem problemas para localizar a família de um homem com morte cerebral, e Cristina Yang (Sandra Oh) fica excitada quando a família do paciente concorda em colher seus órgãos se ele morrer, levando Miranda Bailey (Chandra Wilson) a dar palestras à beira do leito. Um paciente que é amigo do Dr. Webber flerta com George. Um dos pacientes da corrida de bicicleta flerta com Meredith. |              |                                    |                    |                                         |                     |                     |
| 4 | 4            | "No Man's Land"                    | Adam Davidson      | James D. Parriott                       | 17 de abril de 2005 | 19.18               |
| Quando uma enfermeira aposentada do Seattle Grace é admitida, Cristina assume seu caso e faz amizade com ela. Um paciente que reconhece Izzie de uma foto de modelo não quer que ela o trate. Meredith e Derek tratam um trabalhador da construção civil que surpreendentemente sobreviveu a seus ferimentos, mas tem más notícias para sua esposa sobre seu futuro. Alex humilha Izzie na frente de todos, postando sua foto de modelo em todo o hospital. |              |                                    |                    |                                         |                     |                     |
| 5 | 5            | "Shake Your Groove Thing"          | John David Coles   | Ann Hamilton                            | 24 de abril de 2005 | 17.90               |
| Izzie planeja uma festa para o namorado dela; no entanto, quando ela decide fazer uma cirurgia no cérebro com Alex em vez de ir à festa, ele termina com ela. Enquanto isso, Meredith acredita que ela pode estar em apuros quando algo dá errado durante um procedimento. Bailey e Webber extraem uma toalha cirúrgica de um antigo paciente de Burke. Na festa, Bailey vê Derek e Meredith juntos no carro de Meredith. Cristina e Burke transam em uma sala de plantão. |              |                                    |                    |                                         |                     |                     |
| 6 | 6            | "If Tomorrow Never Comes"          | Scott Brazil       | Krista Vernoff                          | 1 de maio de 2005   | 18.54               |
| Quando Derek escolhe Meredith para ajudar na cirurgia em um paciente com doença de Parkinson, Bailey acha que ele está mostrando favoritismo e é duro com Meredith. Alex faz amizade com uma paciente que tem um tumor muito grande, mas quando ele fala sobre ela pelas costas, ela pede que ele seja removido do caso dela. O pager de Alex fica sem baterias, o que significa que Izzie tem que realizar um procedimento perigoso sozinha. |              |                                    |                    |                                         |                     |                     |
| 7 | 7            | "The Self-Destruct Button"         | Darnell Martin     | Kip Koenig                              | 8 de maio de 2005   | 18.86               |
| Derek passa a noite com Meredith, que eles tentam manter em segredo de Izzie e George. George suspeita de anestesista de beber antes de grandes cirurgias, mas é repreendido quando ele fala. Alex trata um homem que gosta de sentir dor. Izzie trata um homem que engoliu as chaves de sua namorada para impedi-la de sair, enquanto Meredith trata uma adolescente que teve um bypass gástrico no México que ela não quer que seus pais saibam. O anestesista que bebe antes das cirurgias e é expulso da sala de cirurgia. Cristina pega a gripe, apenas para descobrir que ela está grávida. |              |                                    |                    |                                         |                     |                     |
| 8 | 8            | "Save Me"                          | Sarah Pia Anderson | Mimi Schmir                             | 15 de maio de 2005  | 18.33               |
| Alex trata um judeu ortodoxo adolescente que recusa a cirurgia quando ela descobre que o procedimento vai contra suas crenças. Cristina tem dificuldade em se relacionar com uma mulher grávida que tem câncer terminal e se recusa a abortar o bebê. Meredith e Derek se chocam com o relacionamento deles e como melhor tratar um homem que está ficando paralisado. Izzie é hipnotizada por um paciente que tem habilidades psíquicas e é diagnosticada com malformação arteriovenosa. |              |                                    |                    |                                         |                     |                     |
| 9 | 9            | "Who's Zoomin' Who?"               | Wendey Stanzler    | Gabrielle Stanton & Harry Werksman, Jr. | 22 de maio de 2005  | 22.22               |
| Quando vários internos, incluindo George, são diagnosticados com DSTs, o Dr. Webber convoca uma reunião de emergência. Enquanto isso, Meredith, Derek e Bailey precisam realizar uma operação no Dr. Webber sem que ninguém saiba. Izzie e Cristina querem fazer uma autópsia não autorizada contra os desejos da família do paciente. Burke, George e Alex tratam um dos amigos de Burke, que descobriu ter um ovário e é estéril. O dr. Webber acorda de sua operação para descobrir que Meredith e Derek estão juntos. Meredith fica chocada quando alguém do passado de Derek chega ao Seattle Grace: sua esposa, Addison. |              |                                    |                    |                                         |                     |                     |

## Produção

### Desenvolvimento
A série foi criada por Shonda Rhimes e foi ao ar na rede ABC nos Estados Unidos. A temporada foi produzida pela Touchstone Television, atualmente ABC Studios, The Mark Gordon Company, a produtora ShondaLand, e foi distribuída pela Buena Vista International, Inc. Os produtores executivos da temporada foram Rhimes, Betsy Beers, Mark Gordon, James D. Parriott, Krista Vernoff, Rob Corn, e Mark Wilding. Os roteiristas incluíram Rhimes, Parriott, Ann Hamilton, Vernoff, Kip Koenig, Mimi Schmir, Gabrielle Stanton, e Harry Werksman, Jr. Os diretores ao longo da temporada foram Peter Horton, Tony Goldwyn, Adam Davidson. John David Coles, Scott Brazil, Darnell Martin, Sarah Pia Anderson, e Wendey Stanzler. Rhimes serviu como showrunner do programa. Ela e Horton, que escreveram e dirigiram os dois primeiros episódios, respectivamente, também teriam escrito e dirigido os dois últimos episódios da temporada, caso não tivessem sido transferidos para a segunda temporada.
A série foi anunciada no final de 2004 como um substituto no meio da temporada de Boston Legal. Foi originalmente programado para ficar no horário de Boston Legal por apenas quatro semanas, mas depois de receber altas avaliações permaneceu no horário para o restante da temporada. O presidente da ABC Entertainment, Steve McPherson, comentou sobre a decisão do cronograma: "Em última análise, decidimos que, sem ter tempo de vendas ou dinheiro para se dedicar a qualquer programa tão tarde na temporada, continuaríamos a deixar Grey's crescer até maio". Antes da transmissão, foi anunciado que o título do programa mudaria de Grey's Anatomy para Complications, embora no final isso não tenha acontecido. Francie Calfo, vice-presidente executivo de desenvolvimento da ABC Entertainment, comentou sobre a concepção do programa: "Eu acho que havia uma necessidade para este tipo de série no ar, especificamente uma série médica. E Shonda encontrou uma reviravolta que o tornou perfeito para onde estamos agora. "Os programas médicos são difíceis, e foi difícil tentar descobrir onde a nossa poderia ser diferente. Mas onde todo mundo está acelerando seus programas médicos, ela encontrou uma maneira de desacelerar, para você conheça os personagens. Há definitivamente um apelo feminino forte para isso." Rhimes explicou que ela havia achado a ideia interessante de um programa sobre mulheres inteligentes competindo entre si.

### Casting
Nove atores fizeram parte do elenco principal na primeira temporada do programa. A criadora da série, Shonda Rhimes, queria um elenco diversificado e, assim, criou personagens sem raças especificadas. Determinada a não ter um programa no qual "todos os figurantes são brancos, exceto o zelador solitário", ela criou o que o New York Times chamou de "um dos cenários mais coloridos da televisão". Rhimes usou uma técnica de "audições às cegas", que resultou em vários papéis para atores de diferentes origens raciais do que o previsto. Isaiah Washington, eventualmente escalado como Preston Burke, foi originalmente considerado para o papel de Derek Shepherd, enquanto Burke foi inicialmente interpretado por um ator branco que desistiu no último momento. Chandra Wilson foi escalada para o papel de Miranda Bailey, que Rhimes imaginou como loira até fazer um teste com Wilson. The Campus observou que o elenco de Grey's Anatomy é na verdade mais diversificado do que a cidade que ele emula, observando que Seattle é na verdade 70% caucasiana.
Os nove personagens que aparecem como regulares na primeira temporada, trabalham no Seattle Grace Hospital. Cinco dos personagens são internos: Meredith Grey, interpretada por Ellen Pompeo, que tem um relacionamento romântico com Derek Shepherd, e é filha da renomada cirurgiã Ellis Grey, que agora sofre de Alzheimer; Cristina Yang é retratada por Sandra Oh, extremamente competitiva que faz amizade com Meredith e inicia um relacionamento sexual com Preston Burke; Izzie Stevens interpretada por Katherine Heigl, uma ex-modelo que luta para ser reconhecida como médica; Alex Karev, interpretado por Justin Chambers, um interno arrogante que inicialmente irrita seus colegas, e George O'Malley interpretado por T.R. Knight, um interno inseguro com falta de confiança, que desenvolve uma paixão por Meredith. Os internos são orientados por sua residente Miranda Bailey, interpretada por Chandra Wilson, uma mulher disciplinada que é apelidada de "nazista". O programa cirúrgico é liderado pelo Chefe de Cirurgia Dr. Richard Webber, interpretado por James Pickens Jr. Em seu emprego estão Preston Burke e Derek Shepherd, de Nova York, interpretados por Isaiah Washington e Patrick Dempsey, respectivamente. O elenco convidado inclui a mãe de Meredith, Ellis, interpretada por Kate Burton, a enfermeira Olivia Harper, interpretada por Sarah Utterback, que tem um interesse amoroso por George e Alex, e a esposa de Derek, Addison Shepherd, interpretada por Kate Walsh.

## Recepção

### Audiência

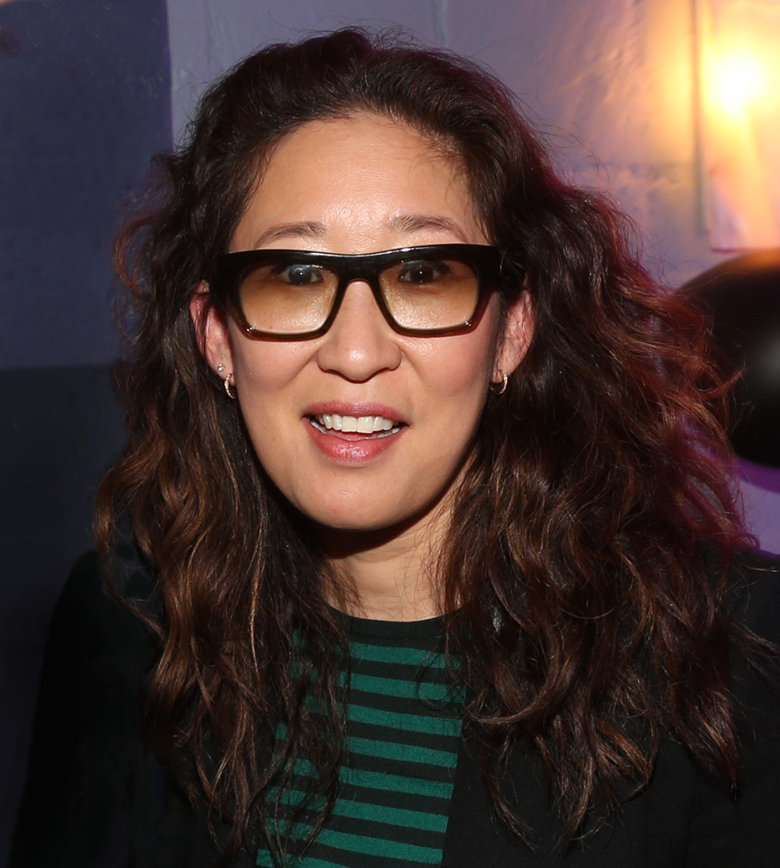
Sandra Oh recebeu sua primeira de cinco nomeações consecutivas no Prêmio Emmy do Primetime, por sua atuação durante a temporada.

As audiências da primeira temporada foram frequentemente altos, ficando em primeiro lugar em seu período de tempo e liderando sua concorrência mais próxima em 7,2 milhões de telespectadores. Rendeu a melhor retenção de público da ABC depois de Desperate Housewives, foi o programa mais bem avaliado entre os jovens de 18 a 49 anos em 13 anos desde The Young Indiana Jones Chronicles, e produziu a série mais forte da ABC no horário em mais de quatro anos. Comentando sobre os altos índices da primeira temporada, Steve Sternberg, analista de mídia da Magna Global USA declarou: "Cerca de 80% das famílias só têm uma TV no horário nobre. As pessoas estão procurando programas com outros membros da família. E também Desperate Housewives chegam a um público amplo – mais jovens, mais velhos, homens e mulheres – Grey's Anatomy também." O final da temporada foi assistido por 22,22 milhões de telespectadores, e ficou em nono lugar na audiência.

### Análises da crítica
A primeira temporada de Grey's recebeu principalmente avaliações positivas dos críticos. Em relação à primeira temporada, o New York Daily News nomeou Grey's Anatomy como "vencedor", enquanto o Newsday expressou uma opinião positiva afirmando que "simplesmente não poderia parar de assistir". Walter Chaw, do Film Freak Central, disse que o programa era "tão odioso, tão repugnante, que foi impossível não ter previsto o seu papel de recente programa mais popular do país". Tom Shales, do Washington Post, criticou a primeira temporada, encontrando-a reminiscente de ER e comentando que: "O programa é muito mais uma questão de cálculo comercial do que uma tentativa honesta de tentar algo novo e diferente". Ele chamou o roteiro de Rhimes do episódio piloto de "nada além de uma caçarola feita de partes iguais de presunto e milho", escrevendo que: "É uma 'nova' série apenas no sentido de que o monstro do Dr. Frankenstein era um novo homem". Kate Aurthur, do The New York Times, considerou o programa um híbrido de Ally McBeal, Sex and the City e ER, escrevendo a notícia de que se tornou o drama de temporada mais alto em 12 anos: "Quando você analisa suas avaliações, Grey's Anatomy ressalta uma das lições reais da atual temporada – os homens assistem aos programas com uma protagonista feminina. Isso vai contra a sabedoria convencional, que determina que é mais fácil conseguir que as mulheres assistam a espetáculos destinados a homens." O Review Stream deu críticas positivas sobre o episódio piloto, "A Hard Day's Night", devido à inegável química entre Ellen Pompeo e Patrick Dempsey da primeira cena da série. Sobre a aparição de Miranda Bailey no piloto, a ReviewStream.com declarou: "Ela é uma mulher tão pequena, mas espere até que ela fale". HomeTheaterInfo.com, no entanto, teve uma perspectiva mista sobre o piloto, observando que os enredos eram semelhantes ao da série ABC Desperate Housewives, mas também "brilhantemente escritos, extremamente bem representados e direcionados para a quase perfeição". A IGN fez uma análise positiva afirmando: "A série não é derivativo e, na verdade, mantém uma vantagem tênue em relação ao seu antecessor, os personagens se assemelham a pessoas reais – que são frágeis e, sim, falíveis", e acrescentou: "esta descrição fácil não faz justiça à trama bem definida, às sutilezas de caráter ou à atuação magistral do programa, fala sobre a natureza intangível daquilo que diferencia o cravo da rosa, por assim dizer, na televisão".

### Prêmios e indicações
Sandra Oh ganhou o Globo de Ouro de Melhor Atriz Coadjuvante e indicada por Melhor Atriz em Série Dramática no Screen Actors Guild Awards em 2005, por sua interpretação de Cristina Yang durante a primeira temporada. A temporada também resultou em uma série de nomeações: no Directors Guild of America de 2005, Peter Horton foi indicado para Melhor Direção em Série Dramática por seu trabalho em "A Hard Day's Night". Horton foi indicado na mesma categoria pelo mesmo episódio no Emmy Award de 2005, onde Grey's Anatomy também foi indicada para Melhor Elenco em Série Dramática, e Oh indicada para Melhor Atriz em uma Série Dramática. O Producers Guild of America de 2005 indicou a série na categoria Melhor Produção em Série Dramática, enquanto o Satellite Awards do mesmo ano indicou o show para Melhor Série Dramática, e Oh para Melhor Atriz Coadjuvante em Série ou Filme para Televisão. Dempsey foi indicado na categoria Melhor Ator Coadjuvante em Série Dramática no Screen Actors Guild de 2005, onde também todo o elenco foi indicado para Melhor Elenco em Série Dramática.

## Lançamento em DVD
Grey's Anatomy: Season One foi lançado em tela widescreen com dois discos no box lançado na Região 1 nos Estados Unidos em 14 de fevereiro de 2006. Foi distribuído pela Buena Vista. Além de incluir todos os episódios que foram ao ar, o box contém abertura alternativa, comentários em áudio, episódio piloto estendido e making of. A mesma coletânea foi lançada em 11 de outubro na Região 2 contendo os catorze episódios planejados em três discos.
A primeira temporada foi lançada oficialmente em DVD na Região 1 em 14 de fevereiro de 2006, durante a exibição da segunda temporada. Sob o título Grey's Anatomy: Season One, o box é composto por episódios com Dolby Digital 5.1 surround sound e em formato widescreen. Também inclui extras disponíveis apenas para DVD, como episódios estendidos, imagens dos bastidores, comentários em áudio e cenas cortadas que não foram ao ar. O mesmo box foi lançado na Região 4 em 26 de abril de 2006, quase três meses após o lançamento original nos Estados Unidos, considerando sua data de lançamento na Região 4 em 11 de outubro de 2006. No Reino Unido, o box lançado continha os catorze episódios originais, sendo lançado com três discos. A temporada não foi lançada em disco blu-ray em nenhuma região. O box ocupa atualmente a posição nº 899 na categoria Movies and TV no site Amazon.com e nº 3452 na categoria Film and TV na versão britânica do site (Amazon.co.uk).
| Grey's Anatomy: Season One |                         |                         | | | | | | |
| Capa do DVD                | Capa do DVD             | Capa do DVD             | Detalhes do conjunto                                                                                    | Detalhes do conjunto                                                                                    | Detalhes do conjunto                                                                                    | Características especiais | Características especiais | Características especiais |
|                            |                         |                         | - 9 episódios - 2 discos - 1.78:1 aspect ratio - Inglês (Dolby Digital 5.1 Surround) - Legendas: Inglês | - 9 episódios - 2 discos - 1.78:1 aspect ratio - Inglês (Dolby Digital 5.1 Surround) - Legendas: Inglês | - 9 episódios - 2 discos - 1.78:1 aspect ratio - Inglês (Dolby Digital 5.1 Surround) - Legendas: Inglês | - Comentários em Áudio - Sob a Faca: Bastidores de Grey's Anatomy - Anatomia de um Piloto - Dissecando Grey's Anatomy - Piloto - Shonda Rhimes e Peter Horton - Piloto - Sandra Oh, Katherine Heigl e T.R. Knight - Música de abertura alternativa - Avant-garde trailer | - Comentários em Áudio - Sob a Faca: Bastidores de Grey's Anatomy - Anatomia de um Piloto - Dissecando Grey's Anatomy - Piloto - Shonda Rhimes e Peter Horton - Piloto - Sandra Oh, Katherine Heigl e T.R. Knight - Música de abertura alternativa - Avant-garde trailer | - Comentários em Áudio - Sob a Faca: Bastidores de Grey's Anatomy - Anatomia de um Piloto - Dissecando Grey's Anatomy - Piloto - Shonda Rhimes e Peter Horton - Piloto - Sandra Oh, Katherine Heigl e T.R. Knight - Música de abertura alternativa - Avant-garde trailer |
| Datas de lançamento        |                         |                         | | | | | | |
| Região 1                   | Região 1                | Região 1                | Região 2                                                                                                | Região 2                                                                                                | Região 2                                                                                                | Região 4 | Região 4 | Região 4 |
| 14 de Fevereiro de 2006    | 14 de Fevereiro de 2006 | 14 de Fevereiro de 2006 | 11 de Outubro 2006                                                                                      | 11 de Outubro 2006                                                                                      | 11 de Outubro 2006                                                                                      | 26 de Abril de 2006 | 26 de Abril de 2006 | 26 de Abril de 2006 |